# IPv4
IPv4 (англ. Internet Protocol version 4) — четвёртая версия интернет-протокола (IP). Первая широко используемая версия. Протокол описан в RFC 791 (сентябрь 1981 года), заменившем RFC 760 (январь 1980 года).

## Представление адреса
IPv4 использует 32-битные (четырёхбайтные) адреса, ограничивающие адресное пространство 4 294 967 296 (232) возможными уникальными адресами.
Традиционной формой записи IPv4-адреса является запись в виде четырёх десятичных чисел (от 0 до 255), разделённых точками. Через дробь указывается длина маски подсети.
| Форма записи                | Пример              | Преобразование из десятичной нотации с точками              |
| --------------------------- | ------------------- | ----------------------------------------------------------- |
| Десятичная с точками        | 192.0.2.235         | —                                                           |
| Шестнадцатеричная с точками | 0xC0.0x00.0x02.0xEB | Каждый октет преобразуется в шестнадцатеричную форму        |
| Восьмеричная с точками      | 0300.0000.0002.0353 | Каждый октет преобразуется в восьмеричную форму             |
| Шестнадцатеричная           | 0xC00002EB          | Конкатенация октетов из шестнадцатеричной нотации с точками |
| Десятичная                  | 3221226219          | 32-битное число в десятичной форме                          |
| Восьмеричная                | 030000001353        | 32-битное число в восьмеричной форме                        |

## Адресация: хосты и подсети
Ранняя версия стандарта IP, согласно RFC 760 (англ.) (январь 1980), описывала жёсткое разделение адресного пространства на подсети и хосты. Первый октет обозначал адрес сети, за которым следовал локальный адрес хоста, занимавший оставшиеся три октета. Таким образом, стандарт допускал существование 28=256 сетей по 224=16 777 216 хостов в каждой.
Размер подсети фиксирован.

### Классовая адресация
Однако очень скоро выяснилось, что сетей слишком мало, они слишком большие, и адресация лишена гибкости. Поэтому уже в сентябре 1981 года вышел RFC 791 (англ.), который вводил так называемую классовую адресацию. Идея заключается в следующем: для гибкости в назначении адресов сетей и возможности использовать большое число малых и средних сетей адресное пространство было разделено на несколько логических групп и в каждой группе отводилось разное соотношение хостов и подсетей. Эти группы носят названия классов сетей и пронумерованы латинскими буквами: A, B, C, D и E. Деление основывается на старших битах адреса. Подробно адресация рассматривается в RFC 790 (англ.).
Класс А: 0.XXX.XXX.XXX — 127.XXX.XXX.XXX
Первый бит адреса равен нулю, таким образом, класс А занимает половину всего адресного пространства. Адрес сети занимает 7 бит, адрес узла — 24 бита, следовательно класс A содержит 128 подсетей по 16 777 216 адресов в каждой.
Например, подсеть 10.0.0.0 (класса А, содержит более 16,7 млн адресов от 10.0.0.0 по 10.255.255.255). По умолчанию зарезервирована, не маршрутизируется в интернете и используется для построения локальных и корпоративных сетей.
Класс B: 128.0.XXX.XXX — 191.255.XXX.XXX
Адрес начинается с битов 1,0, таким образом, класс B занимает четверть всего адресного пространства. Адрес сети занимает 14 бит, адрес узла — 16, следовательно класс B содержит 16 384 подсетей по 65 536 адресов в каждой
Например, сеть 169.254.X.X класса B с 65536 адресами. Зарезервирована для «канальных» адресов.
Класс C: 192.0.0.XXX — 223.255.255.XXX
Адрес начинается с битов 1,1,0, таким образом, класс C занимает 1/8 адресного пространства. Адрес сети занимает 21 бит, адрес узла — 8 бит, следовательно класс C содержит 2 097 152 сетей по 256 адресов в каждой.
Например, сеть 192.0.2.X имеет адреса с 192.0.2.0 по 192.0.2.255, зарезервирована для примеров в документации.
В 1990 году в RFC 1166 (англ.) описаны ещё два класса.
Класс D: 224.XXX.XXX.XXX — 239.XXX.XXX.XXX
Адрес начинается с битов 1,1,1,0. Класс D занимает 1/16 адресного пространства. Используется для многоадресной рассылки.
Класс Е: 240.XXX.XXX.XXX — 255.XXX.XXX.XXX.
Адрес начинается с битов 1,1,1,1. Такие адреса запрещены. Зарезервировано для использования в будущем.
Сравнительно размеры классов подсетей выглядят так:
| классы: | A | B | C | D | E |

При классовой адресации размер подсети вычисляется из ip адреса.

### Бесклассовая адресация
С ростом сети Интернет эта система оказалась неэффективной и была дополнена бесклассовой адресацией (CIDR). Была введена дополнительная метрика — маска подсети, определяющая, сколько бит адреса отводится на адрес сети, а сколько — на адрес узла.

## Назначения подсетей
Некоторые адреса IPv4 зарезервированы для специальных целей и не предназначены для глобальной маршрутизации. Список подсетей специального назначения определён RFC 6890. В таблице ниже приведены основные (список не полный).
| Подсеть            | Назначение | Маршрутизация                                                      |
| ------------------ | --- | ------------------------------------------------------------------ |
| 0.0.0.0/8          | Адреса источников пакетов «этой» («своей») сети. | Запрещена                                                          |
| 0.0.0.0/32         | В сокетах с состоянием «listening» обозначает любые IP отправителя или любые сети получателя на текущем хосте. Может посылаться в сеть только в качестве адреса источника, если хосту ещё не назначен IP-адрес (обычно по протоколу DHCP). Не может быть использован как адрес назначения в сети. В маршрутизаторах Cisco при попытке отправить пакет на адрес 0.0.0.0 он будет отправлен на широковещательный адрес наименьшей подсоединённой подсети (connected в таблице маршрутизации). | Запрещена                                                          |
| 10.0.0.0/8         | Для использования в частных сетях. RFC 1918. | Глобальная маршрутизация запрещена.                                |
| 100.64.0.0/10      | Shared Address Space. RFC 6598. Для использования в сетях сервис-провайдера. | Глобальная маршрутизация запрещена.                                |
| 127.0.0.0/8        | Подсеть для коммуникаций внутри хоста (см. localhost). Используется сетевая подсистема, но в действительности такие пакеты не проходят через сетевую карту. Если пакет с таким адресом назначения был получен из сети, то должен быть отброшен. | Запрещена                                                          |
| 169.254.0.0/16     | Канальные адреса. Подсеть используется для автоматического назначения IP операционной системой в случае, если настроено получение адреса по DHCP, но ни один сервер не отвечает. Назначение осуществляется при помощи протокола APIPA (Automatic Private IP Addressing). | только в частных сетях                                             |
| 172.16.0.0/12      | Для использования в частных сетях. RFC 1918. | Глобальная маршрутизация запрещена.                                |
| 192.0.0.0/24       | IETF Protocol Assignments |                                                                    |
| 192.0.0.0/29       | Dual-Stack Lite (DS-Lite). RFC 6333. IPv6 transition mechanisms |                                                                    |
| 192.0.0.170/32     | NAT64 |                                                                    |
| 192.0.0.171/32     | DNS64 |                                                                    |
| 192.0.2.0/24       | Для примеров в документации. | Запрещена                                                          |
| 192.88.99.0/24     | Используются для рассылки ближайшему узлу. RFC 3068 | Глобальная маршрутизация запрещена.                                |
| 192.88.99.1/32     | Применяется в качестве ретранслятора при инкапсуляции IPv6 в IPv4 (6to4). Иными словами, этот IP не уникален. Его анонсируют многие компании. Пакет на этот адрес пойдёт до ближайшего хоста с этим IP, который распакует пакет и отправит его дальше по IPv6-маршрутизации. | Глобальная маршрутизация запрещена.                                |
| 192.168.0.0/16     | Для использования в частных сетях. RFC 1918. | Глобальная маршрутизация запрещена.                                |
| 198.51.100.0/24    | Для примеров в документации. | Запрещена                                                          |
| 198.18.0.0/15      | Для стендов тестирования производительности. | Только для тестов                                                  |
| 203.0.113.0/24     | Для примеров в документации. | Запрещена                                                          |
| 224.0.0.0/4        | Используются для многоадресной рассылки. Полный актуальный список зарезервированных блоков на сайте IANA . Разъяснения по зарезервированным мультикастовым подсетям RFC 5771. | Глобально разрешена только для подсетей 233.0.0.0/8 и 234.0.0.0/8. |
| 240.0.0.0/4        | Зарезервировано для использования в будущем. Существует мнение, что эта подсеть больше никогда не будет использована, так как есть множество оборудования, не способного посылать пакеты в эту сеть. | Запрещена                                                          |
| 255.255.255.255/32 | Ограниченный широковещательный адрес. Чаще всего используется как адрес назначения при поиске DHCP-серверов. | Запрещена                                                          |
| все остальные      | Распределяются региональными интернет-регистраторами. Могут быть провайдеро-независимыми. | Глобально разрешена                                                |

## Структура заголовка пакета
Заголовок пакета IP содержит 14 полей, из которых 13 являются обязательными. Четырнадцатое поле предназначено для необязательных опций. Поля используют порядок байтов от старшего к младшему, старшие биты идут первыми. Первый бит имеет номер 0. Таким образом, например, поле с версией находится в четырёх старших битах первого байта. При передаче многооктетных значений старший октет передаётся первым.
| Отступ     | Октет        | 0                                 | 0                                 | 0                                 | 0                                 | 0                                 | 0                                 | 0                                 | 0                                 | 1                                  | 1                                  | 1                                  | 1                                  | 1                                  | 1                                  | 1                                 | 1                                 | 2                                 | 2                                 | 2                                 | 2                                 | 2                                 | 2                                 | 2                                 | 2                                 | 3                                 | 3                                 | 3                                 | 3                                 | 3                                 | 3                                 | 3                                 | 3                                 |
| Октет      | Бит          | 0                                 | 1                                 | 2                                 | 3                                 | 4                                 | 5                                 | 6                                 | 7                                 | 0                                  | 1                                  | 2                                  | 3                                  | 4                                  | 5                                  | 6                                 | 7                                 | 0                                 | 1                                 | 2                                 | 3                                 | 4                                 | 5                                 | 6                                 | 7                                 | 0                                 | 1                                 | 2                                 | 3                                 | 4                                 | 5                                 | 6                                 | 7                                 |
| ---------- | ------------ | --------------------------------- | --------------------------------- | --------------------------------- | --------------------------------- | --------------------------------- | --------------------------------- | --------------------------------- | --------------------------------- | ---------------------------------- | ---------------------------------- | ---------------------------------- | ---------------------------------- | ---------------------------------- | ---------------------------------- | --------------------------------- | --------------------------------- | --------------------------------- | --------------------------------- | --------------------------------- | --------------------------------- | --------------------------------- | --------------------------------- | --------------------------------- | --------------------------------- | --------------------------------- | --------------------------------- | --------------------------------- | --------------------------------- | --------------------------------- | --------------------------------- | --------------------------------- | --------------------------------- |
| 0          | 0            | Версия                            | Версия                            | Версия                            | Версия                            | Размер заголовка                  | Размер заголовка                  | Размер заголовка                  | Размер заголовка                  | Differentiated Services Code Point | Differentiated Services Code Point | Differentiated Services Code Point | Differentiated Services Code Point | Differentiated Services Code Point | Differentiated Services Code Point | Explicit Congestion Notification  | Explicit Congestion Notification  | Размер пакета (полный)            | Размер пакета (полный)            | Размер пакета (полный)            | Размер пакета (полный)            | Размер пакета (полный)            | Размер пакета (полный)            | Размер пакета (полный)            | Размер пакета (полный)            | Размер пакета (полный)            | Размер пакета (полный)            | Размер пакета (полный)            | Размер пакета (полный)            | Размер пакета (полный)            | Размер пакета (полный)            | Размер пакета (полный)            | Размер пакета (полный)            |
| 4          | 32           | Идентификатор                     | Идентификатор                     | Идентификатор                     | Идентификатор                     | Идентификатор                     | Идентификатор                     | Идентификатор                     | Идентификатор                     | Идентификатор                      | Идентификатор                      | Идентификатор                      | Идентификатор                      | Идентификатор                      | Идентификатор                      | Идентификатор                     | Идентификатор                     | Флаги                             | Флаги                             | Флаги                             | Смещение фрагмента                | Смещение фрагмента                | Смещение фрагмента                | Смещение фрагмента                | Смещение фрагмента                | Смещение фрагмента                | Смещение фрагмента                | Смещение фрагмента                | Смещение фрагмента                | Смещение фрагмента                | Смещение фрагмента                | Смещение фрагмента                | Смещение фрагмента                |
| 8          | 64           | Время жизни                       | Время жизни                       | Время жизни                       | Время жизни                       | Время жизни                       | Время жизни                       | Время жизни                       | Время жизни                       | Протокол                           | Протокол                           | Протокол                           | Протокол                           | Протокол                           | Протокол                           | Протокол                          | Протокол                          | Контрольная сумма заголовка       | Контрольная сумма заголовка       | Контрольная сумма заголовка       | Контрольная сумма заголовка       | Контрольная сумма заголовка       | Контрольная сумма заголовка       | Контрольная сумма заголовка       | Контрольная сумма заголовка       | Контрольная сумма заголовка       | Контрольная сумма заголовка       | Контрольная сумма заголовка       | Контрольная сумма заголовка       | Контрольная сумма заголовка       | Контрольная сумма заголовка       | Контрольная сумма заголовка       | Контрольная сумма заголовка       |
| 12         | 96           | IP-адрес источника                | IP-адрес источника                | IP-адрес источника                | IP-адрес источника                | IP-адрес источника                | IP-адрес источника                | IP-адрес источника                | IP-адрес источника                | IP-адрес источника                 | IP-адрес источника                 | IP-адрес источника                 | IP-адрес источника                 | IP-адрес источника                 | IP-адрес источника                 | IP-адрес источника                | IP-адрес источника                | IP-адрес источника                | IP-адрес источника                | IP-адрес источника                | IP-адрес источника                | IP-адрес источника                | IP-адрес источника                | IP-адрес источника                | IP-адрес источника                | IP-адрес источника                | IP-адрес источника                | IP-адрес источника                | IP-адрес источника                | IP-адрес источника                | IP-адрес источника                | IP-адрес источника                | IP-адрес источника                |
| 16         | 128          | IP-адрес назначения               | IP-адрес назначения               | IP-адрес назначения               | IP-адрес назначения               | IP-адрес назначения               | IP-адрес назначения               | IP-адрес назначения               | IP-адрес назначения               | IP-адрес назначения                | IP-адрес назначения                | IP-адрес назначения                | IP-адрес назначения                | IP-адрес назначения                | IP-адрес назначения                | IP-адрес назначения               | IP-адрес назначения               | IP-адрес назначения               | IP-адрес назначения               | IP-адрес назначения               | IP-адрес назначения               | IP-адрес назначения               | IP-адрес назначения               | IP-адрес назначения               | IP-адрес назначения               | IP-адрес назначения               | IP-адрес назначения               | IP-адрес назначения               | IP-адрес назначения               | IP-адрес назначения               | IP-адрес назначения               | IP-адрес назначения               | IP-адрес назначения               |
| 20         | 160          | Опции (если размер заголовка > 5) | Опции (если размер заголовка > 5) | Опции (если размер заголовка > 5) | Опции (если размер заголовка > 5) | Опции (если размер заголовка > 5) | Опции (если размер заголовка > 5) | Опции (если размер заголовка > 5) | Опции (если размер заголовка > 5) | Опции (если размер заголовка > 5)  | Опции (если размер заголовка > 5)  | Опции (если размер заголовка > 5)  | Опции (если размер заголовка > 5)  | Опции (если размер заголовка > 5)  | Опции (если размер заголовка > 5)  | Опции (если размер заголовка > 5) | Опции (если размер заголовка > 5) | Опции (если размер заголовка > 5) | Опции (если размер заголовка > 5) | Опции (если размер заголовка > 5) | Опции (если размер заголовка > 5) | Опции (если размер заголовка > 5) | Опции (если размер заголовка > 5) | Опции (если размер заголовка > 5) | Опции (если размер заголовка > 5) | Опции (если размер заголовка > 5) | Опции (если размер заголовка > 5) | Опции (если размер заголовка > 5) | Опции (если размер заголовка > 5) | Опции (если размер заголовка > 5) | Опции (если размер заголовка > 5) | Опции (если размер заголовка > 5) | Опции (если размер заголовка > 5) |
| 20 или 24+ | 160 или 192+ | Данные                            | Данные                            | Данные                            | Данные                            | Данные                            | Данные                            | Данные                            | Данные                            | Данные                             | Данные                             | Данные                             | Данные                             | Данные                             | Данные                             | Данные                            | Данные                            | Данные                            | Данные                            | Данные                            | Данные                            | Данные                            | Данные                            | Данные                            | Данные                            | Данные                            | Данные                            | Данные                            | Данные                            | Данные                            | Данные                            | Данные                            | Данные                            |

ВерсияПервым полем заголовка пакета является версия протокола размером в четыре бита. Для IPv4 это 4.
Размер заголовка (Internet Header Length)Следующие четыре бита содержат размер заголовка пакета в 32-битных словах. Поскольку число опций непостоянно, указание размера важно для отделения заголовка от данных. Минимальное значение равно 5 (5×32=160 бит, 20 байт), максимальное — 15 (60 байт).
Differentiated Services Code Point (DSCP)
Изначально называлось «тип обслуживания» (Type of Service, ToS), в настоящее время определяется RFC 2474 как «Differentiated Services». Используется для разделения трафика на классы обслуживания, например, для установки чувствительному к задержкам трафику, такому как VoIP, большего приоритета.
Указатель перегрузки (Explicit Congestion Notification, ECN)Предупреждение о перегрузке сети без потери пакетов. Является необязательной функцией и используется, только если оба хоста её поддерживают.
Размер пакета16-битный полный размер пакета в байтах, включая заголовок и данные. Минимальный размер равен 20 байтам (заголовок без данных), максимальный — 65535 байт. Хосты должны поддерживать передачу пакетов размером до 576 байт, но современные реализации обычно поддерживают гораздо больший размер. Пакеты большего размера, чем поддерживает канал связи, фрагментируются.
ИдентификаторПреимущественно используется для идентификации фрагментов пакета, если он был фрагментирован. Существуют эксперименты по его использованию для других целей, таких как добавление информации о трассировке пакета для упрощения отслеживания пути пакета с подделанным адресом источника.
ФлагиПоле размером три бита, содержащее флаги контроля над фрагментацией. Биты, от старшего к младшему, означают:
- 0: Зарезервирован, должен быть равен 0.
- 1: Не фрагментировать
- 2: У пакета ещё есть фрагменты

Если установлен флаг «не фрагментировать», то в случае необходимости фрагментации такой пакет будет уничтожен. Может использоваться для передачи данных хостам, не имеющим достаточных ресурсов для обработки фрагментированных пакетов.
Флаг «есть фрагменты» должен быть установлен в 1 у всех фрагментов пакета, кроме последнего. У нефрагментированных устанавливается в 0 — такой пакет считается собственным последним фрагментом.
Смещение фрагментаПоле размером в 13 бит, указывает смещение поля данных текущего фрагмента относительно начала поля данных первого фрагментированного пакета в блоках по 8 байт. Позволяет задать до (213−1)×8=65528 байт смещения. При учёте размера заголовка итоговое смещение может превысить максимальный размер пакета (65528 + 20 = 65548 байт). Первый фрагмент в последовательности имеет нулевое смещение.
«Время жизни» (Time to Live, TTL) пакетаОпределяет максимальное количество маршрутизаторов на пути следования пакета. Наличие этого параметра не позволяет пакету бесконечно ходить по сети. Каждый маршрутизатор при обработке пакета должен уменьшить значение TTL на единицу. Пакеты, время жизни которых стало равно нулю, уничтожаются, а отправителю посылается сообщение ICMP Time Exceeded. На отправке пакетов с разным временем жизни основана трассировка их пути прохождения (traceroute). Максимальное значение TTL=255. Обычное начальное значение TTL=64 (зависит от ОС).
ПротоколУказывает, данные какого протокола IP содержит пакет (например, TCP или ICMP). Присвоенные номера протоколов можно найти на сайте IANA.
Контрольная сумма заголовка16-битная контрольная сумма, используемая для проверки целостности заголовка. Каждый хост или маршрутизатор сравнивает контрольную сумму заголовка со значением этого поля и отбрасывает пакет, если они не совпадают. Целостность данных IP не проверяет — она проверяется протоколами более высоких уровней (такими, как TCP или UDP), которые тоже используют контрольные суммы.
Поскольку TTL уменьшается на каждом шаге прохождения пакета, сумма тоже должна вычисляться на каждом шаге. Метод пересчёта контрольной суммы определён в RFC 1071.
Адрес источника32-битный адрес отправителя пакета. Может не совпадать с настоящим адресом отправителя из-за трансляции адресов.
Адрес назначения32-битный адрес получателя пакета. Также может меняться при трансляции адресов.
ОпцииЗа адресом назначения может следовать поле дополнительных опций, но оно используется редко. Размер заголовка в этом случае должен быть достаточным, чтобы вместить все опции (с учётом дополнения до целого числа 32-битных слов). Присвоенные номера опций размещаются на сайте IANA.
Если список опций не является концом заголовка, он должен оканчиваться опцией 0x00. Опции имеют следующий формат:
| Поле            | Размер в битах | Описание                                                                                     |
| --------------- | -------------- | -------------------------------------------------------------------------------------------- |
| Копировать      | 1              | Устанавливается в 1, если требуется копировать опции в заголовки всех фрагментов.            |
| Класс опции     | 2              | 0 для «управляющих» опций и 2 для опций «измерений и отладки». 1 и 3 зарезервированы.        |
| Номер опции     | 5              | Указывает опцию.                                                                             |
| Размер опции    | 8              | Указывает размер опции (с учётом этого поля). Может не указываться для опций без аргументов. |
| Аргументы опции | Переменный     | Дополнительные данные, используемые опцией.                                                  |

- Замечание: Размер заголовка более 5 слов указывает на присутствие опций и необходимость их обработки.
- Замечание: Поля «копировать», «класс опции» и «номер опции» иногда называют одним восьмибитным полем «тип опции».

| Copy | Class | Number | Value | Name                                                  | Reference                        |
| ---- | ----- | ------ | ----- | ----------------------------------------------------- | -------------------------------- |
| 0    | 0     | 0      | 0     | EOOL — End of Options List                            | RFC791                           |
| 0    | 0     | 1      | 1     | NOP — No Operation                                    | RFC791                           |
| 1    | 0     | 2      | 130   | SEC — Security                                        | [RFC1108]                        |
| 1    | 0     | 3      | 131   | LSR — Loose Source Route                              | RFC791                           |
| 0    | 2     | 4      | 68    | TS — Time Stamp                                       | RFC791                           |
| 1    | 0     | 5      | 133   | E-SEC — Extended Security                             | [RFC1108]                        |
| 1    | 0     | 6      | 134   | CIPSO — Commercial Security                           | [draft-ietf-cipso-ipsecurity-01] |
| 0    | 0     | 7      | 7     | RR — Record Route                                     | RFC791                           |
| 1    | 0     | 8      | 136   | SID — Stream ID                                       | RFC791[RFC6814][1]               |
| 1    | 0     | 9      | 137   | SSR — Strict Source Route                             | RFC791                           |
| 0    | 0     | 10     | 10    | ZSU — Experimental Measurement                        | [ZSu]                            |
| 0    | 0     | 11     | 11    | MTUP — MTU Probe                                      | [RFC1063][RFC1191][1]            |
| 0    | 0     | 12     | 12    | MTUR — MTU Reply                                      | [RFC1063][RFC1191][1]            |
| 1    | 2     | 13     | 205   | FINN — Experimental Flow Control                      | [Greg_Finn]                      |
| 1    | 0     | 14     | 142   | VISA — Experimental Access Control                    | [Deborah_Estrin][RFC6814][1]     |
| 0    | 0     | 15     | 15    | ENCODE — ???                                          | [VerSteeg][RFC6814][1]           |
| 1    | 0     | 16     | 144   | IMITD — IMI Traffic Descriptor                        | [Lee]                            |
| 1    | 0     | 17     | 145   | EIP — Extended Internet Protocol                      | [RFC1385][RFC6814][1]            |
| 0    | 2     | 18     | 82    | TR — Traceroute                                       | [RFC1393][RFC6814][1]            |
| 1    | 0     | 19     | 147   | ADDEXT — Address Extension                            | [Ullmann IPv7][RFC6814][1]       |
| 1    | 0     | 20     | 148   | RTRALT — Router Alert                                 | [RFC2113]                        |
| 1    | 0     | 21     | 149   | SDB — Selective Directed Broadcast                    | [Charles_Bud_Graff][RFC6814][1]  |
| 1    | 0     | 22     | 150   | В В В В В В В — Unassigned (Released 18 October 2005) |                                  |
| 1    | 0     | 23     | 151   | DPS — Dynamic Packet State                            | [Andy_Malis][RFC6814][1]         |
| 1    | 0     | 24     | 152   | UMP — Upstream Multicast Pkt.                         | [Dino_Farinacci][RFC6814][1]     |
| 0    | 0     | 25     | 25    | QS — Quick-Start                                      | [RFC4782]                        |
| 0    | 0     | 30     | 30    | EXP — RFC3692-style Experiment [2]                    | [RFC4727]                        |
| 0    | 2     | 30     | 94    | EXP — RFC3692-style Experiment [2]                    | [RFC4727]                        |
| 1    | 0     | 30     | 158   | EXP — RFC3692-style Experiment [2]                    | [RFC4727]                        |
| 1    | 2     | 30     | 222   | EXP — RFC3692-style Experiment [2]                    | [RFC4727]                        |

## Исчерпание адресного пространства
Уже в 1980-е годы стало очевидно, что распределение адресного пространства происходит значительно более быстрыми темпами, чем было заложено в архитектуру IPv4. Это привело сначала к появлению классовой адресации, позднее бесклассовой адресации, и в конечном итоге к разработке нового протокола IPv6.
В феврале 2011 года IANA выделила 5 последних блоков адресов для RIR. Блоки свободных IP-адресов начали заканчиваться у региональных регистраторов с 2011 года.
25 ноября 2019 года были распределены последние свободные IPv4-адреса в Европе, странах бывшего СССР и на Ближнем Востоке. Теперь получить IPv4-адрес можно будет, только если его освободит текущий владелец — например, закроется компания или какая-либо сеть освободит ненужный ей адресный ресурс.